# Luperus luperus
Luperus luperus is een keversoort uit de familie bladkevers (Chrysomelidae). De wetenschappelijke naam van de soort werd in 1776 gepubliceerd door Johann Heinrich Sulzer.